# Josef Chochol

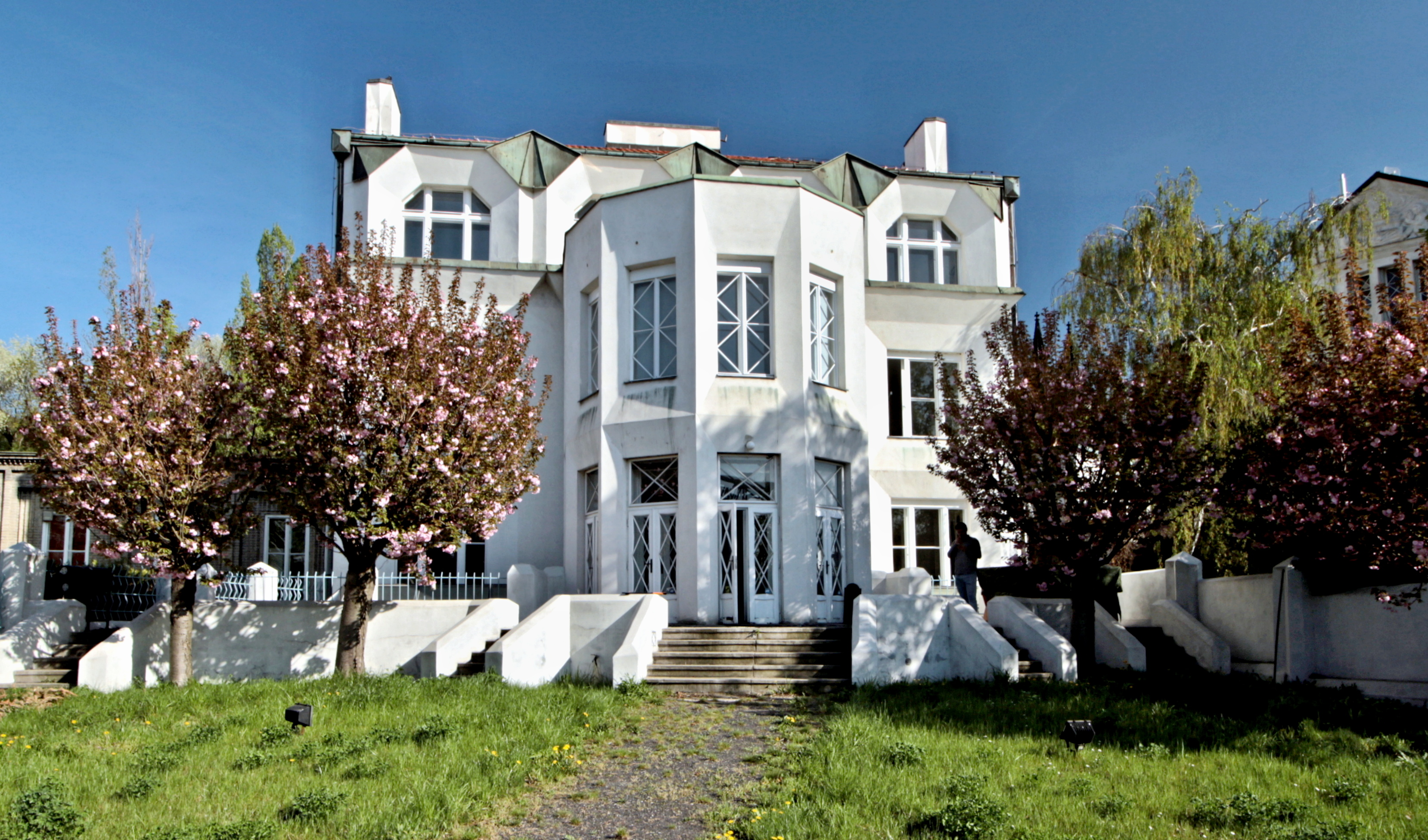
Kubistyczna Kovařovicova willa w Pradze, 1912–13

Josef Chochol (ur. 13 grudnia 1880 w Písku, zm. 6 lipca 1956 w Pradze) – czeski architekt, urbanista, projektant wyposażenia wnętrz i mebli oraz teoretyk architektury.

## Życie i twórczość
Studiował początkowo w Pradze (Wyższa Szkoła Techniczna), a potem w Wiedniu, pod kierunkiem Otto Wagnera. Był jednym z czołowych przedstawicieli czeskiej architektury kubistycznej, a także konstruktywizmu w Czechach. W latach 1913 – 1945 pozostawał członkiem Stowarzyszenia Artystów Plastyków Mánes (Spolek výtvarných umělců Mánes).

## Dzieła
Wybrane dzieła:
- Brožíkova sień w Ratuszu Staromiejskim w Pradze – przebudowa,
- Kovařovičova willa w Pradze, ul. Libušina (1912-1913),
- kamienica czynszowa, ul. Neklanova w Pradze (1913-1914),
- Trojský most w Pradze, nieistniejący, obecnie w jego miejscu stoi Most Barikádníků,
- trojdům (trójdom), Rašínově nábřeží w Pradze (1912-1913),
- kubistyczne domy pod Wyszehradem w Pradze.